# Tongcheng (socken i Kina)
Tongcheng (kinesiska: 铜城街道, 铜城) är en socken i Kina. Den ligger i provinsen Shandong, i den östra delen av landet, omkring 77 kilometer sydväst om provinshuvudstaden Jinan. Antalet invånare är 79 541. Befolkningen består av 39 819 kvinnor och 39 722 män. Barn under 15 år utgör 14,0 %, vuxna 15-64 år 76 %, och äldre över 65 år 8,0 %.
Genomsnittlig årsnederbörd är 861 millimeter. Den regnigaste månaden är juli, med i genomsnitt 255 mm nederbörd, och den torraste är januari, med 5 mm nederbörd.